# کریستین مینتر
کریستین مینتر (انگلیسی: Kristin Minter؛ زادهٔ ۲۲ نوامبر ۱۹۶۵) یک هنرپیشه اهل ایالات متحده آمریکا است. وی از سال ۱۹۸۹ میلادی تاکنون مشغول فعالیت بوده‌است.
از فیلم‌ها یا برنامه‌های تلویزیونی که وی در آن نقش داشته است می‌توان به تنها در خانه اشاره کرد.